# Ribalonga (Alijó)
Pour l’article homonyme, voir Ribalonga.
Ribalonga est une paroisse civile de la municipalité d’Alijó, située dans le district de Vila Real et la région Nord du Portugal.